# Amphimachairodus
Amphimachairodus — вимерлий рід великих махайродонтів, що належать до триби Homotherini. Населяли Євразію, Північну Африку та Північну Америку в епоху пізнього міоцену.

## Опис
У A. giganteus був виражений статевий диморфізм, при цьому самці були значно більшими за самиць. 
Вид Amphimachairodus coloradensis із Сполучених Штатів (раніше Machairodus coloradensis) був значно великою твариною, приблизно 1.2 м у плечі, згідно з реконструкцією скелета та життя, що потенційно робить його однією з найбільших відомих котів. Усі види Amphimachairodus мають розвинений нижньощелепний край, однак A. colaradensis відрізняється від A. giganteus і A. kurteni тонкими відмінностями у формі нижньої щелепи та розміщенні нижчих хижих. За розмірами і пропорціями євразійський вид A. giganteus був надзвичайно схожий на сучасного лева або тигра і мав висоту плечей 1,1 м. Цей вид має довжину черепа близько 36 см. Як для котів цей череп досить довгий.
Вважається, що африканський вид A. kabir (раніше Machairodus kabir, від арабського kabir = «великий») важив понад 350 кг.
Amphimachairodus був близько 2 метрів завдовжки і, ймовірно, полював як хижак із засідки. Його ноги були занадто короткі, щоб витримати тривалу погоню, але, швидше за все, він був хорошим стрибуном. Ймовірно, він використовував свої ікла, щоб розрізати горло своїй жертві, розірвавши основні артерії і, можливо, розчавивши дихальний канал. Його зуби були вкорінені в роті і були не такими ніжними, як у більшості інших шаблезубих кішок того часу, у яких з рота звисали надзвичайно довгі ікла. Ікла Amphimachairodus, однак, могли легко поміститися в його роті зручно, але були достатньо довгими, щоб бути ефективними для полювання. Amphimachairodus також мав довший хвіст, ніж більшість інших великих родів махайродонтів.

## Палеоекологія
Amphimachairodus був мешканцем лісистих місцевостей і відкритих заплав, згідно з знахідками в Пікермі в Греції та провінції Шаньсі в Китаї, що свідчить про те, що він мав уподобання до середовища проживання в багатьох аспектах, подібних до сучасних левів.